# سیارک ۳۹۰۶
سیارک ۳۹۰۶ (به انگلیسی: 3906 Chao، نامگذاری:1987KE1) سه هزار و نهصد و ششمین سیارک کشف‌شده است که در ۳۱ مهٔ ۱۹۸۷ کشف شد.
قدر مطلق سیارک برابر ۱۰٫۸۰ است.